# ОШ „Сава Јовановић Сирогојно” Земун
Основна школа „Сава Јовановић Сирогојно” налази се у Призренској улици бр. 37, у Земуну, на подручју града Београда. У школи се oд 1966. године образују деца са посебним потребама: ученици са сметњама у учењу, ученици са интелектуалном ометеношћу и деца са проблемима аутистичног спектра. У школи се тренутно образује преко 130 ученика.

## Опис школе
Настава се обавља у реновираној и пространој згради, опремљеној сензорном собом, сланом пећином и потребним наставним средствима а школа је једна од највећих оваквог типа у Београду и Србији. ОШ „Сава Јовановић Сирогојно” поред одељења у матичној школи у Земуну има и издвојена одељења у Батајници, Добановцима, Јакову и Сурчину.
Један од главних циљева школе је пружање подршке и помоћи деци да се што боље социјализују и интегришу у друштвену заједницу. Упоредо са интензивним саветодавним радом са децом и родитељима, школа се труди да упозна ширу заједницу са проблемима са којима се ова деца и њихови родитељи сусрећу, како би и њих и њихове проблеме учинилa видљивим другима.
Почевши од школске 2012/13.године настава се одвија према плановима за редовну школу, а уз коришћење Индивидуалних образовних планова. Велика пажња се посвећује и ваннаставним активностима. Деца су укључена у рад Секције рукотворина, Сценске и Спортско-саобраћајне секције као и у рад радионица/дружионица. Кроз радионице се развија манипулативна спретност деце, љубав према традицији и култури, ликовно-естетски сензибилитет, креативност.
Са ученицима ради стручно наставно особље-дипломирани дефектолози, олигофренолошког смера и остручени предметни наставници (за физичко васпитање, музичку и ликовну културу, веронауку.
ОШ „Сава Јовановић Сирогојно” пригодним активностима обележава датуме од светског и домаћег интереса, као што су: 8. март, Међународни дани борбе против вршњачког насиља, Међународни дан живота, Национални дан без дуванског дима, Нова година, Међународни дан школских библиотека, и др., учествује на спортским и другим такмичењима, ликовним конкурсима.

## Како доћи
До школе је могуће доћи линијама градског превоза 17, 18, 45, 612, 706, 83, 85, до оближњих аутобуских станица Задругарска и Филипа Вишњића.